# Ферия дел Сол (Мерида)
Ферия дел Сол (на испански: Feria del Sol – Панаир на Слънцето), известен също като Карнавал Таурино де Америка (в превод: Бикоборски карнавал на Америка), е международен фестивал на бикоборството, провеждан всеки февруари в гр. Мерида, Венецуела.
В рамките на фестивала се провеждат бикоборски състезания (на амфитеатралната арена „Пласа де Торос Роман Едуардо Сандия“) и съпътстващи ги културни, търговски и зоотехнически изложби, концерти, паради и др. Сред най-интересните прояви е конкурсът за най-красивата девойка, която получава титлата „Кралица на Слънцето“ (La Reina Del Sol), провеждан на открития театър „Сирко Монументал“ (Circo Monumental).

## История
Идеята за фестивала възниква, след като група любители решават да построят площадка за борба с бикове. Такива борби се ползват с голяма популярност и в другите градове на страната. Първоначално е решено празникът да се провежда в Деня на непорочното зачатие на Дева Мария, който се празнува от 9 до 10 декември. Поради дъждовното време през декември впоследствие е решено бикоборският празник да се обедини с ежегодния карнавал под името Ферия дел Сол. Първият празник е през 1969 година, продължава 3 дни – на 15, 16 и 17 февруари.
Ферия дел Сол се нарежда сред най-важните бикоборски фестивали във Венецуела и в света.
- Арена „Пласа де Торос Роман Едуардо Сандия“
- Откритият театър „Сирко Монументал“